# Марияна Николова (юрист)
Марияна Тренкова (Николова) е български юрист и политик.

## Биография
Родена е на 16 септември 1975 г. в Ботевград. Завършва гимназията с преподаване на чужди езици „Алеко Константинов“ в Правец с профил френски език. Висшето си образование по „Право“ получава в Нов български университет със степен магистър. Притежава и магистърски степени по „Публична администрация и административни практики“ и „Право на Европейския съюз“ от СУ „Свети Климент Охридски“, както и магистратура по „Стопанско управление“ от ВТУ „Св. св. Кирил и Методий“ – Велико Търново. Притежава образователна и научна степен „доктор“ по „Организация и управление на информационни процеси“.
Преминава редица обучения и специализации в страни-членки на ЕС, в това число диплом по „Право на Европейския съюз“, Франция; EIPA – Европейски институт по публична администрация, Холандия; „HAUS“ – финландски институт за публичен мениджмънт, Европейската академия за данъци, икономика и право, Германия, а също и в Австрия и Великобритания. Участва в разработката на действащата нормативна уредба в сферата на държавната служба на Република България.
Била е адвокат към Софийска адвокатска колегия, както и юрисконсулт и ръководител служба „Правно обслужване“ в „Топлофикация София“ ЕАД. Заема различни експертни длъжности в Министерство на държавната администрация и административната реформа. Заема ръководни длъжности, включително директор на дирекция „Правно-нормативни дейности“ в Министерство на земеделието и храните. Също така е избирана за член на Управителния съвет на Държавен фонд „Земеделие“. Работила е и в Държавна агенция за метрологичен и технически надзор към Министерство на икономиката, като държавен експерт-юрист. Била е ръководител на отдел „Договорно-правен и правна защита“ в „Национална електрическа компания“ ЕАД.
През май 2017 г. е назначена за началник на политическия кабинет на заместник министър-председателя по икономическата и демографска политика Валери Симеонов.
На 21 ноември 2018 г. е избрана от XLIV народно събрание за заместник министър-председател на Република България по икономическата и демографска политика в третото правителство на Бойко Борисов.
На 24 юли 2020 г. е избрана от XLIV народно събрание и за министър на туризма.